# 군자란
군자란(君子蘭)은 남아프리카 원산의 여러해살이풀이다. 한국에서는 원예식물로 온실에서 가꾼다.
줄기는 없으며 잎은 길이 45cm, 나비 5cm 정도로 크고 길며 뿌리에서 직접 나와 좌우로 2장씩 갈라져서 정연하게 자란다. 1 ~ 3월에 잎 사이에서 긴 꽃대가 나와 그 끝에 백합 비슷한 주황색 꽃이 20 ~ 30개 핀다.

## 재배
군자란은 꽃뿐만 아니라 넓고 긴 잎도 관상 가치가 있어 분재용으로 수요가 많다. 파종 후 꽃이 피기까지는 4년 정도 걸린다. 반그늘이고 통풍이 잘 되는 곳에서 재배해야 한다. 생육 적온은 낮 20 ~ 25°C, 밤 15°C이며 2 ~ 3°C에서도 월동된다. 번식은 실생(實生)과 포기나누기로 하는데 영리를 목적으로 할 때는 실생으로 한다.